# Consortium international sur la génomique du cancer
 (février 2018).
Le Consortium international sur la génomique du cancer, ou International Cancer Genome Consortium (ICGC) en anglais, est une organisation scientifique qui fournit une collaboration entre les plus grands chercheurs mondiaux sur le cancer et la génomique. Le ICGC a débuté en 2008 pour coordonner des études à grande échelle du génome du cancer dans 50 types/sous-types de cancer qui ont une importance principale à travers le monde.
Les études systématiques de plus de 25 000 génomes du cancer au niveau génomique, épigénomique et transcriptomique serviront à révéler le répertoire de mutations oncogènes, découvrir les mutations qui influencent le cancer, définir des sous-types cliniquement pertinents pour le pronostic et les thérapies et permettre le développement de nouvelles thérapies contre le cancer.

## Objectifs
L'ICGC est l'un des efforts de recherche biomédicale les plus ambitieux depuis le Projet génome humain. Le consortium aide à coordonner les projets à grande échelle actuels et futurs afin de comprendre les changements génomiques impliqués dans les cancers d'intérêt mondial. Les catalogues produits par les membres de l'ICGC seront disponibles rapidement et gratuitement pour les chercheurs qualifiés, ce qui permettra aux scientifiques à travers le monde de développer des meilleures méthodes pour diagnostiquer, traiter et prévenir plusieurs types de cancer.
Le but de l'ICGC est de fournir une description complète des anomalies génomiques somatiques (non héréditaires) présentes dans la vaste gamme de tumeurs humaines. Tenant compte de nos connaissances actuelles de l'hétérogénéité des types et sous-types de tumeurs, l'ICGC a fixé un objectif de coordonner environ 50 projets, dont chacun va générer des analyses génomiques sur environ 500 échantillons de cancer de chaque type.
Quand ils proposent un projet, Les membres de l'ICGC qui financent et exécutent la recherche doivent accepter la politique du consortium, qui inclut la libération rapide des données, des normes de qualité rigoureuses et la protection des participants à l'étude de l'ICGC.